# Antônio José Guimarães
Antônio José Guimarães (? - Província de Goiás, 1854) foi um juiz de paz, político e cangaceiro brasileiro, conhecido por atos de banditismo feitos em vilas e cidades das províncias da Bahia, Minas Gerais e Goiás.

## Biografia
Antônio José Guimarães era um juiz de paz conhecido na região do oeste baiano e no norte de Minas. Seu irmão, José Antonio d`Araújo Guimarães, era um oficial da Guarda Nacional. Os dois irmãos, em meados de 1843, já haviam rompido relações, principalmente porque tinham posições e partidos políticos distintos. Em 1847, ocorreu o roubo de uma urna durante as eleições, o que fez acirrar as más relações entre os dois. Antônio era candidato à um cargo provincial e estava em quarto mais votado. Em 1848, Antônio assassinou seu irmão.
Antônio formou um grupo armado em busca de poder da região. Além de Urubu, atual município de Paratinga, queria deter o controle de Bom Jesus da Lapa e e, para isso, se organizou com outras pessoas. Seu bando incluía o padre Francisco Alves Pacheco e o coletor geral Nicandro Albino Lopes, primo de Antônio. Em suas ações, saqueou Carinhanha por diversas vezes, além de outras vilas provincianas, como Januária, em Minas Gerais.
O auge de suas ações ocorreu em 24 de janeiro de 1849. Neste dia, Antônio e seu grupo invadiram Paratinga e colocaram a vila em estado de alerta total. Em uma ação de três meses ininterruptos, rendeu a população, saqueou e destruiu a região, matou pessoas públicas, tais como o juiz da Comarca do Urubu.
Como a maior parte dos cangaceiros, Antônio era difícil de ser alcançado por seu conhecimento aguçado acerca do sertão e suas rotas de fuga. Com o maior conhecimento dos seus feitos, fazendo com que até mesmo a Província de Minas Gerais determinasse identificação de todos que passavam por sua fronteira, as possibilidades de Antônio ficaram cada vez menores. 

### Vida pessoal
Antônio foi casado por duas vezes, sendo viúvo de ambas suas esposas. Era relativamente rico e possuía posses em Jacobina, Paratinga e Carinhanha, como fazendas, animais e escravos.

### Morte
Para matar seu cunhado, Theodózio Antunes, foi para a Província de Goiás em 1854, onde foi morto.